# ГЕС Сева II
ГЕС Сева II – гідроелектростанція на північному заході Індії у штаті Джамму та Кашмір. Використовує ресурс із річки Сева, правої притоки Раві, яка в свою чергу є лівою притокою Чинабу (впадає праворуч до Сатледжу, найбільшого лівого допливу Інду).
В межах проекту річку перекрили бетонною арково-гравітаційною греблею висотою 53 метрів та довжиною 112 метрів, яка потребувала 132 тис м3 матеріалу. На час будівництва воду відвели за допомогою тунелю довжиною 0,3 км з діаметром 6 метрів. Гребля утворила водосховище з площею поверхні 0,43 км2 та об'ємом 6,7 млн м3 (корисний об’єм 4,4 млн м3).
Зі сховища під правобережним гірським масивом прокладено дериваційний тунель довжиною 10,1 км з діаметром 3,3 метра, який транспортує ресурс до машинного залу, розташовfного за 24 км нижче по течії від греблі.
Основне обладнання станції становлять три турбіни типу Пелтон потужністю по 40 МВт, які працюють при напорі у 560 метрів та забезпечують виробництво 534 млн кВт-год електроенергії на рік.
Видача продукції відбувається по ЛЕП, розрахованій на роботу під напругою 132 кВ.